# ألكساندر ساميدوف
ألكساندر ساميدوف (الروسية: Александр Сергеевич Самедов) (مواليد 19 يوليو 1984) هو لاعب كرة قدم روسي من أصل أذربيجاني. يلعب مع منتخب روسيا لكرة القدم. سبق له أن لعب في كأس العالم لكرة القدم مع منتخب بلاده.

## روابط خارجية
- ألكساندر ساميدوف على موقع الاتحاد الدولي (مؤرشف)  (الإنجليزية)
- ألكساندر ساميدوف على موقع الاتحاد الأوربي (الإنجليزية)
- ألكساندر ساميدوف على موقع قاعدة بيانات كرة القدم.إي يو (الإنجليزية)
- ألكساندر ساميدوف على موقع ناشيونال فوتبول تيمز (الإنجليزية)
- ألكساندر ساميدوف على موقع Soccerbase.com (لاعب) (الإنجليزية)
- ألكساندر ساميدوف على موقع Soccerway.com (الإنجليزية)
- ألكساندر ساميدوف على موقع عالم كرة القدم.نت (الإنجليزية)
- ألكساندر ساميدوف على موقع كووورة
- ألكساندر ساميدوف على موقع AS.com (الإسبانية)